# Jhon Córdoba
Artikeln följer den spanska namnseden; faderns efternamn är Córdoba och moderns efternamn Copete.
Jhon Andrés Córdoba Copete, född 11 maj 1993, är en colombiansk fotbollsspelare som spelar för FK Krasnodar.
Hans far, Manuel Acisclo Córdoba, är en colombiansk före detta landslagsspelare i fotboll.

## Klubbkarriär

### Envigado
Som sjuåring började Córdoba spela fotboll i den lokala fotbollsskolan i Istmina. Som 15-åring gick han till Envigado. Som 17-åring blev Córdoba uppflyttad i A-laget och den 8 oktober 2010 debuterade han i Categoría Primera A i en 0–2-förlust mot Deportes Tolima.
Säsongen 2011 gjorde Córdoba fem mål på 20 ligamatcher. Under första halvan av säsongen 2012 gjorde han sex mål på 16 ligamatcher.

### Chiapas
I juli 2012 värvades Córdoba av mexikanska Chiapas. Córdoba debuterade i Liga MX den 21 juli 2012 i en 0–4-förlust mot Tigres UANL, där han blev inbytt i den 67:e minuten mot Elgabry Rangel. Córdoba gjorde sitt första mål den 8 oktober 2012 i en 4–0-vinst över San Luis. Totalt spelade han 17 ligamatcher och gjorde ett mål under säsongen 2012/2013.

#### Utlåningar
I juni 2013 lånades Córdoba ut till Dorados. Han debuterade den 1 september 2013 i en 0–0-match mot Cafetaleros de Chiapas.
Den 2 september 2013 lånades Córdoba ut till spanska Espanyol. Córdoba gjorde sin La Liga-debut den 26 oktober 2013 i en 0–3-förlust mot Levante, där han blev inbytt i halvlek mot Simão. Den 30 november 2013 gjorde Córdoba sitt första mål i en 1–2-förlust mot Real Sociedad. Totalt gjorde han fyra mål på 28 ligamatcher för Espanyol under säsongen 2013/2014.

### Granada
I augusti 2014 värvades Córdoba av Granada, där han skrev på ett femårskontrakt. Córdoba debuterade den 14 september 2014 i en 0–0-match mot Villarreal, där han blev inbytt i den 82:a minuten mot Alfredo Ortuño. Córdoba spelade totalt 26 ligamatcher och gjorde fyra mål under säsongen 2014/2015.

### Mainz 05
Den 31 augusti 2015 lånades Córdoba ut till tyska Mainz 05 på ett säsongslån. Córdoba gjorde sin Bundesliga-debut den 23 september 2015 i en 0–1-förlust mot Bayer Leverkusen, där han blev inbytt i den 81:a minuten mot Yoshinori Mutō. Córdoba spelade 22 ligamatcher och gjorde fem mål under säsongen 2015/2016. I slutet av säsongen utnyttjade Mainz 05 en köpoption i låneavtalet och värvade Córdoba som skrev på ett fyraårskontrakt med klubben.
Under säsongen 2016/2017 gjorde Córdoba fem mål och fem assist på 29 ligamatcher.

### 1. FC Köln
I juni 2017 värvades Córdoba av 1. FC Köln, där han skrev på ett fyraårskontrakt. Córdoba gjorde sitt första mål den 12 augusti 2017 i en 5–0-vinst över Leher TS i DFB-Pokal. Han spelade totalt 18 ligamatcher utan att göra något mål under säsongen 2017/2018 då Köln blev nedflyttade till 2. Bundesliga.
Den 8 februari 2019 gjorde Córdoba sitt första hattrick i en 4–1-vinst över St. Pauli. Den 6 maj 2019 gjorde han säsongens andra hattrick i en 4–0-vinst över Greuther Fürth. Det blev en lyckad säsong för Córdoba som gjorde 20 mål på 31 ligamatcher och som hjälpte Köln att bli återuppflyttade till Bundesliga.

### Hertha Berlin
Den 15 september 2020 värvades Córdoba av Hertha Berlin, där han skrev på ett fyraårskontrakt.

## Landslagskarriär
Córdoba var uttagen i Colombias U20-landslag som tog guld vid Sydamerikanska U20-mästerskapet 2013. I turneringen gjorde han fyra mål på sju matcher.
Han spelade fyra matcher för U20-landslaget vid Tournoi Espoirs de Toulon 2013, där Colombia slutade på andra plats. Córdoba var även en del av truppen vid U20-VM 2013 i Turkiet, där Colombia blev utslagna efter straffläggning i åttondelsfinalen mot Sydkorea. Han gjorde två mål på fyra matcher i turneringen.